# Dracula (2025)
Dracula (oder auch Dracula Park) ist eine Filmkomödie von Radu Jude. Die Premiere des in Transsilvanien spielenden Films mit Șerban Pavlu, Eszter Tompa und Ilinca Manolache, der insgesamt 14 durch das Thema Vampirismus verbundene Geschichten erzählt, fand im August 2025 beim Locarno Film Festival statt. Ende des Jahres 2025 soll der Film in die österreichischen Kinos kommen.

## Handlung
Ein Mann namens Adonis moderiert in einem heruntergekommenen Theater im Herzen des Touristenviertels von Transsilvanien eine Show, die versucht, die Geschichte des Vlad dem Pfähler so zu erzählen, wie sie dem Publikum gefallen würde, und den Namen Dracula wieder groß zu machen.

## Produktion

### Regie, Drehbuch und Filmaufbau
Regie führte Radu Jude, der auch das Drehbuch schrieb. Er erzählt in seinem Film eine Reihe von Geschichten rund um einen Dracula-Schauspieler einer Restaurantshow, der aus einer Vorstellung flieht und von Touristen und dem Besitzer verfolgt wird, die Jagd auf den „Vampir“ machen. Einige der Geschichten generierte Jude mithilfe von KI-Software.
Dracula ist in 14 Kapitel unterteilt, die durch das Thema Vampirismus verbunden sind, im wörtlichen, historischen, politischen, metaphorischen, sozialen und sexuellen Sinne.

### Besetzung, Dreharbeiten und Filmmusik
Auf der Besetzungsliste finden sich Șerban Pavlu, Eszter Tompa und Ilinca Manolache. Sie spielten bereits, wie auch Gabriel Spahiu und Adonis Tanța, in Judes letztem Film Kontinental ’25. Der österreichische Schauspieler Lukas Miko ist in der Rolle von Baron Wirth zu sehen. Das Casting übernahm Dan Ursu.
Die Dreharbeiten wurden im September 2024 beendet. Als Kameramann fungierte Marius Panduru, mit dem Jude für alle seine vorherigen Filme zusammenarbeitete. Er drehte Dracula mit einem iPhone.
Die Filmmusik komponierte der Österreicher Wolfgang Frisch.

### Veröffentlichung
Die Premiere des Films fand am 10. August 2025 beim Locarno Film Festival statt. Im September 2025 sind Vorstellungen beim Fantastic Fest geplant. Der österreichische Kinostart ist für Ende 2025 geplant.

## Rezeption

### Kritiken
Jordan Mintzer schreibt in seiner Kritik für The Hollywood Reporter, wie seine vorherigen Filme stecke auch Radu Judes 170-minütiger Film voller scharfsinniger politischer Botschaften, Sarkasmus, derbem Humor und einer gehörigen Portion rumänischem Fatalismus. Er sei allerdings überlang und schlecht gemacht. Das Problem mit Dracula sei, dass der Film aufgebläht, ziellos, schmutzig und kindisch ist. Er fühle sich an wie das Werk von jemandem, der in der Lage war, jeden beliebigen Vampirfilm zu drehen, sich dann aber dazu entschied, ein Dutzend verrückter Vampirfilme gleichzeitig zu drehen. Man müsse dem Regisseur in gewisser Weise aber zugutehalten, dass er Dracula mutig in eine Welt geführt hat, die noch niemand zuvor betreten hat, nicht einmal Andy Warhol.

### Auszeichnungen
Locarno Film Festival 2025
- Nominierung im Concorso Internazionale[4]